# Déjà vu
Déjà vu é um galicismo que descreve a reação psicológica da transmissão de ideias de que já se esteve naquele lugar antes, já se viu aquelas pessoas, ou outro elemento externo [carece de fontes?]. O termo é uma expressão da língua francesa que significa: "Já visto”.

## Definição
Déjà vu pode-se descrever como uma sensação desencadeada por um facto presente, que faz com que quem o sofra lhe pareça estranhamente que já presenciara aquela específica situação, quando, em verdade, não o fizera. Sabe-se que a nossa memória às vezes pode falhar; nem sempre consegue-se distinguir o que é novo do que já era conhecido. Eu já li este livro? Já assisti a este filme? Já estive neste lugar antes? Conheço esse sujeito? - essas são perguntas corriqueiras da nossa vida. No entanto, essas dúvidas não são acompanhadas daquele sentimento de estranheza que é indispensável ao verdadeiro déjà vu. Eu posso até me sentir um pouco confuso, ou indeciso, ou triste por sentir que minha memória já não tem a limpidez de outros tempos, mas isso é natural; o sentimento associado ao déjà vu clássico não é o de confusão ou de dúvida, mas sim o de estranheza. Não há nada de estranho em não se lembrar de um livro que se leu ou de um filme a que se assistiu; estranho (e aqui entra-se no déjà vu) é sentir que a cena que parece familiar não deveria sê-lo. Tem-se a sensação esquisita de estar revivendo alguma experiência passada, sabendo que é materialmente impossível que ela tenha algum dia ocorrido. Em psiquiatria o termo é utilizado para ilustrar pacientes que repetem comportamentos compulsivamente Transtorno Obsessivo Compulsivo, na tentativa de sentir novamente as mesmas sensações já experimentadas. Mas, o que é mais intrigante nesta questão é o facto de o indivíduo poder, nestas circunstâncias, experimentar esta estranha sensação de já ter vivenciado o que lhe ocorre, e além disso, também poder relatar (antes de uma observação) quais serão os acontecimentos seguintes que se manifestarão nesta sua experiência.
No entanto, sabe-se que o uso pode mudar o significado das palavras, seja para ampliá-lo, seja para restringi-lo. Embora se possa lamentar algumas dessas mudanças (nos casos em que se gostasse mais do significado primitivo, originário), é preciso ver, nesse processo de mutação semântica, um factor extremamente benéfico e enriquecedor do idioma. Colocando em termos bem concretos: os dicionários engrossam não apenas pelos novos vocábulos que entram no léxico, mas também (e principalmente) pelos novos significados que são acrescidos aos verbetes já existentes. Quando a expressão déjà vu saiu das publicações especializadas em neurologia e psicologia para entrar na imprensa comum, o público, atraído por sua tradução literal ("já visto"), passou a usá-la para designar aquelas situações em que a pessoa tem a sensação de estar vivenciando algo que lhe parece familiar. Pode parecer ironia, mas a expressão que a linguagem técnica associa à estranheza passou, na linguagem usual, a indicar familiaridade. É nesse sentido que escreveu um conhecido comentarista político: "Assistir à instalação na nova CPI trouxe-me uma triste sensação de déjà vu" -, um lamento que equivale à forma popular "eu já vi esse filme".
Os especialistas reagem contra a limitação do "vu", que restringiria ao mundo do que pode ser "visto", e já soltaram por aí formas paralelas que fariam referência mais específica aos vários tipos de situação: "déjà vécus" ("já vivido"), "déjà lu" ("já lido"), "déjà entendu" ("já ouvido"), "déjà visité" ("já visitado") - o que pode um dia acarretar um "déjà mangé" ("já comido") ou um "déjà bu" ("já bebido").

## Explicação científica
O cérebro possui vários tipos de memória, como a imediata, responsável, por exemplo, pela capacidade de repetir imediatamente um número de telefone que é dito - e logo em seguida esquecê-lo; a memória de curto prazo, que dura algumas horas ou dias, mas que pode ser consolidada; e a memória de longo prazo, que dura meses ou até anos, exemplificada pela aprendizagem de uma língua. O déjà vu ocorre quando há uma falha cerebral: os fatos que estão acontecendo são armazenados diretamente na memória de longo ou médio prazo, sem passar pela memória imediata, o que nos dá a sensação de o fato já haver ocorrido.

## Tipos
De acordo Arthur Funkhouser existem três tipos de déjà vu:

### Déjà vécu
Normalmente usado como 'já visto' ou 'já vivido assim,' déjà vécu é descrito em uma citação de David Copperfield de Charles Dickens.
Todos já tivemos alguma vez a experiência de uma sensação ocasional de que aquilo que dizemos ou fazemos já o fizéramos ou disséramos anteriormente; ou de que já estivemos algures no passado rodeados das mesmas caras, objetos ou circunstâncias; ou de que sabemos perfeitamente o que se vai dizer em seguida como se subitamente surgisse da nossa memória.
Quando a maioria das pessoas fala em déjà vu refere-se a situações de déjà vécu. Pesquisas[carece de fontes?] revelaram que cerca de ⅓ de todas as pessoas tiveram experiências destas, mais frequentes e talvez com maior intensidade em pessoas dos 15 aos 25 anos. A experiência está geralmente associada a um evento muito banal, mas é tão forte que é relembrada por muitos anos após ocorrer. Na realidade o que algumas pessoas experimentam é haverem sonhado com alguma situação ou algures ou alguém e depois d'alguns anos depararem-se com tais informações e se lembrarem do sonho.
Déjà vécu refere-se a uma ocorrência que envolve mais do que a mera visão, pelo que é incorrecto classificá-lo como "déjà vu". A sensação é muito detalhada, o sentimento é de que tudo é exactamente como foi anteriormente. As teorias que advogam que a situação teria sido lida previamente ou vivida numa vida anterior são inválidas, uma vez que essas ocorrências nunca poderiam recriar a situação com exactidão - seja devido à falta de sentido do envolvimento seja pela presença dum ambiente moderno.
Recentemente, o termo déjà vécu foi usado para descrever sensações muito intensas e persistentes do tipo déjà vu, que occorrem como sintoma de uma perturbação da memória.

### Déjà senti
Esse fenômeno especifica algo "já sentido". Mas sem o mesmo sentido de déjà vécu, déjà senti é primeiramente ou igualmente exclusivo para um acontecimento mental, sem aspectos precognitivos, e raramente, permanece na memória da pessoa logo depois.
O Dr. John Hughlings Jackson recordou as palavras de um de seus pacientes que sofreu de epilepsia psicomotora num trabalho científico de 1989:
| “ | O que prende a atenção é o que a prendeu anteriormente, e com efeito soa familiar, tendo sido esquecido por algum tempo, sendo agora recuperado com uma ligeira sensação de satisfação como se o tivessemos procurado.... simultaneamente ou melhor logo de seguida estou perfeitamente consciente de que a recordação é ficticia e que não estou no meu estado normal. A recordação inicia-se sempre pela audição da voz de outra pessoa, ou pela verbalização dos meus pensamentos, ou por algo que estou a ler e que verbalizo mentalmente; penso que na fase anormal eu geralmente verbalizo algumas frases simples de reconhecimento como "sim - estou a ver", "claro - já me lembro", etc., mas um ou dois minutos depois não me consigo lembrar nem das palavras nem do pensamento verbalizado que estiveram na origem da recordação. Somente estou firmemente convicto que elas se parecem com o que senti anteriormente sob condições anormais similares. | ” |

### Déjà visité
Essa sensação é menos comum e envolve um estranho conhecimento dum novo lugar. Quem passa por essa situação, pode conhecer tudo a sua volta numa cidade que nunca tenha visitado antes e concomitantemente saber que isso não seria possível.
Sonhos, reencarnação, viagem no tempo e até uma viagem extra-corpórea não estão excluídas da lista de possíveis explicações para esse fenômeno. Alguns acreditam que ler um informativo detalhado sobre algures pode causar este sentimento quando se visita esse local mais tarde. Dois exemplos famosos dessa situação foram descritos por Nathaniel Hawthorne em seu livro Our Old Home e por Sir Walter Scott em Guy mannering. Hawthorne reconheceu as ruínas dum castelo na Inglaterra e depois pôde verificar vestígios da sensação numa peça escrita sobre o castelo por Alexander Pope, dois séculos antes.
C. G. Jung publicou um informativo sobre déjà visité em seu artigo no "Synchronicity" em 1952.
Para diferenciar o dejà visité do dejà vécu, é importante identificar a causa da sensação. Déjà vécu é uma referência a ocorrências e processos temporais, enquanto déjà visité tem mais ligações a dimensões geográficas e espaciais.

## Jamais-vu
Do francês para "nunca visto", a expressão significa explicitamente não recordar ver algo antes. A pessoa sabe que aconteceu antes, mas a experiência faz-se sentir estranha. Descrito frequentemente como o oposto do déjà vu, os jamais vu envolvem uma sensação de medo e a impressão de observador da situação pela primeira vez, apesar de, racionalmente, saber que estivera na situação antes. Jamais vu é associado às vezes com determinados tipos de amnésia e epilepsia. Um velho da internet classificou a este sentimento como o presque vu: da língua francesa, significando "quase visto", mas não completamente, recordando algo. Frequentemente muito desorientador e distrativo, o presque vu conduz raramente a uma descoberta real. Frequentemente, alguém que experimente um presque vu dirá que está à beira duma epifania. Presque vu é muitas vezes referido por pessoas que sofrem de epilepsia ou de outras perturbações cerebrais relacionadas com convulsões, tais como labilidade do lóbulo temporal.

## Atualização
De acordo com um estudo publicado recentemente no periódico científico The Quarterly Journal of Experimental Psychology, o fenômeno é simplesmente uma reação do nosso cérebro checando a memória que acabou de criar.
Para entender o funcionamento do déjà-vu, pesquisadores da Universidade de St. Andrews, na Grã-Bretanha, decidiram fazer uma experiência inovadora ao tentar “provocar” essa sensação de replay em laboratório. Afinal, em situações normais, não há como prever quando a sensação irá acontecer, o que dificultava os cientistas analisarem as reações cerebrais envolvidas no processo.
Akira O’Connor e sua equipe recrutaram 21 voluntários que foram submetidos a exames de ressonância magnética cerebral enquanto os cientistas tentavam provocar uma sensação de déjà-vu nos participantes. O experimento consistiu no seguinte: os pesquisadores passaram para os voluntários uma lista de palavras do mesmo assunto, como cama, travesseiro, pijama, noite, descanso, sem citar a palavra-chave, neste caso, o sono.
Em seguida, O’Connor perguntava se a pessoa tinha ouvido alguma palavra que começava com a letra “s” e ela dizia que não. Depois, questionava se os voluntários tinham ouvido a palavra “sono”. Eles sabiam que não, mas por estarem pensando no contexto das palavras afirmaram sentir um déjà-vu ao ouvir a pergunta.
Para surpresa dos pesquisadores, o mapeamento cerebral dos participantes mostrou que a sensação de déjà-vu ativou as áreas frontais do cérebro, envolvidas na tomada de decisões. Inicialmente, eles esperavam que as regiões associadas à memória, como o hipocampo, fossem ativadas com a sensação. Mas isso não aconteceu.
Isso significa que o fenômeno não é um replay, mas o cérebro mostrando que o sistema de “checagem de memória” está funcionando bem e que é improvável que você esqueça algo ou confunda eventos passados.